# Kumamoto International Road Race
Das Kumamoto International Road Race (jap. 熊本国際ロード, Kumamoto kokusai rōdo) ist ein japanisches Radrennen. 
Das Eintagesrennen wurde erstmals 2009 ausgetragen und war Bestandteil der UCI Asia Tour 2010, in der es in der Kategorie 1.2 eingestuft war. Die erste Auflage des Rennens über 164,5 Kilometer am 15. November 2009, konnte der Japaner Yasuharu Nakajima als Solosieger für sich entscheiden. Das Teilnehmerfeld 2009 bestand vor allem aus Japanern und Koreanern.
2010 wurde das Rennen auf den 10. Oktober gelegt und bildete damit das Auftaktrennen zur UCI Asia Tour 2011. Mit Takashi Miyazawa, der sich im Sprint gegen Yūsuke Hatanaka durchsetzte, konnte erneut ein Einheimischer auf dem schwierigen Kurs in der Stadt Yamaga im Bezirk Kumamoto triumphieren. Das Teilnehmerfeld war 2010 internationaler besetzt als 2009 und so nahmen auch Fahrer aus Australien, Malaysia, China und Taiwan teil.
In den Kalender der UCI Asia Tour 2012 wurde das Rennen nicht aufgenommen.

## Siegerliste
- 2009:  Yasuharu Nakajima
- 2010:  Takashi Miyazawa